# Hambleton (Lancashire)
Pour les articles homonymes, voir Hambleton.
Hambleton est un village et une paroisse civile du Lancashire, en Angleterre.